# Nesticus holsingeri
Nesticus holsingeri là một loài nhện trong họ Nesticidae.
Loài này thuộc chi Nesticus. Nesticus holsingeri được Willis J. Gertsch miêu tả năm 1984.